# 謝鑫佑
謝鑫佑（英語：Ron Hsieh，1977年10月26日—），台湾小說家、编辑，為Podcast廣播節目「笨瓜秀 pourquoi show」製作人暨主持人，綽號武哥。

## 介紹
謝鑫佑生於臺南縣，1997年畢業於宜蘭農專畜牧獸醫科，但並未從事畜牧獸醫相關行業。因非文史科班，初期並不順遂，曾為某家美商直銷公司編輯型錄、為同志刊物管理圖庫，並試著透過為雜誌撰寫採訪稿件進入出版編輯領域。
謝鑫佑曾以不同筆名承接大量商業稿件維持生計，類型包括美食、旅遊、藝術、音樂；曾以筆名喜王於台灣第一份同志電子刊物《同位素電子報》開設短篇小說專欄。謝鑫佑後來陸續出版作品，並在2020年於《鹽分地帶文學雜誌》「名家專欄」連載短編小說。其多篇小說手稿於2022年獲國家圖書館永久典藏。

## 獲獎
| 年份 | 名稱                                 | 獎項         |
| ---- | ------------------------------------ | ------------ |
| 1992 | 宜蘭縣徵文比賽                       | 首獎         |
| 1997 | 明道文藝全國學生文學獎               | [ 4 ]        |
| 2010 | 印刻文學生活誌全國台灣文學營創作獎   | 首獎         |
| 2011 | 新竹市文化局竹塹文學獎               | 小說首獎     |
| 2011 | 高雄市政府文化局書寫高雄創作獎助計畫 | 入選         |
| 2012 | 臺北市政府文化局台北文學獎           | 小說組優等獎 |

## 著作
相較其他作家，謝鑫佑的出版作品數量少。《五囝仙偷走的祕密》獲衛武營國家藝術文化中心改編為舞台劇「魂顛記：臺灣在地魔幻事件」於2020年12月11至13日演出。
- 《帶我回家：三姐妹回家之路》（麥浩斯資訊，2003，ISBN 9867869427）
- 《五囝仙偷走的祕密》（印刻出版，2013，ISBN 978-9865933579）
- 《五囝仙偷走的祕密：新增覆鼎金2011田調珍貴照片版》（時報文化，2019，ISBN 978-9571378558）
- 《我的家在康樂里》（時報文化，2020，ISBN 978-9571383248）
- 《五囝仙偷走的祕密：限量劇場海報書衣版》（時報文化，2020，ISBN 978-9571378558）

## 外部連結
- 謝鑫佑的Facebook專頁
- 笨瓜秀的Facebook專頁
- PcHome部落格 酒神等雨 （页面存档备份，存于）
- Podcast 笨瓜秀pourquoi show （页面存档备份，存于）